# Sterminio tramite il lavoro

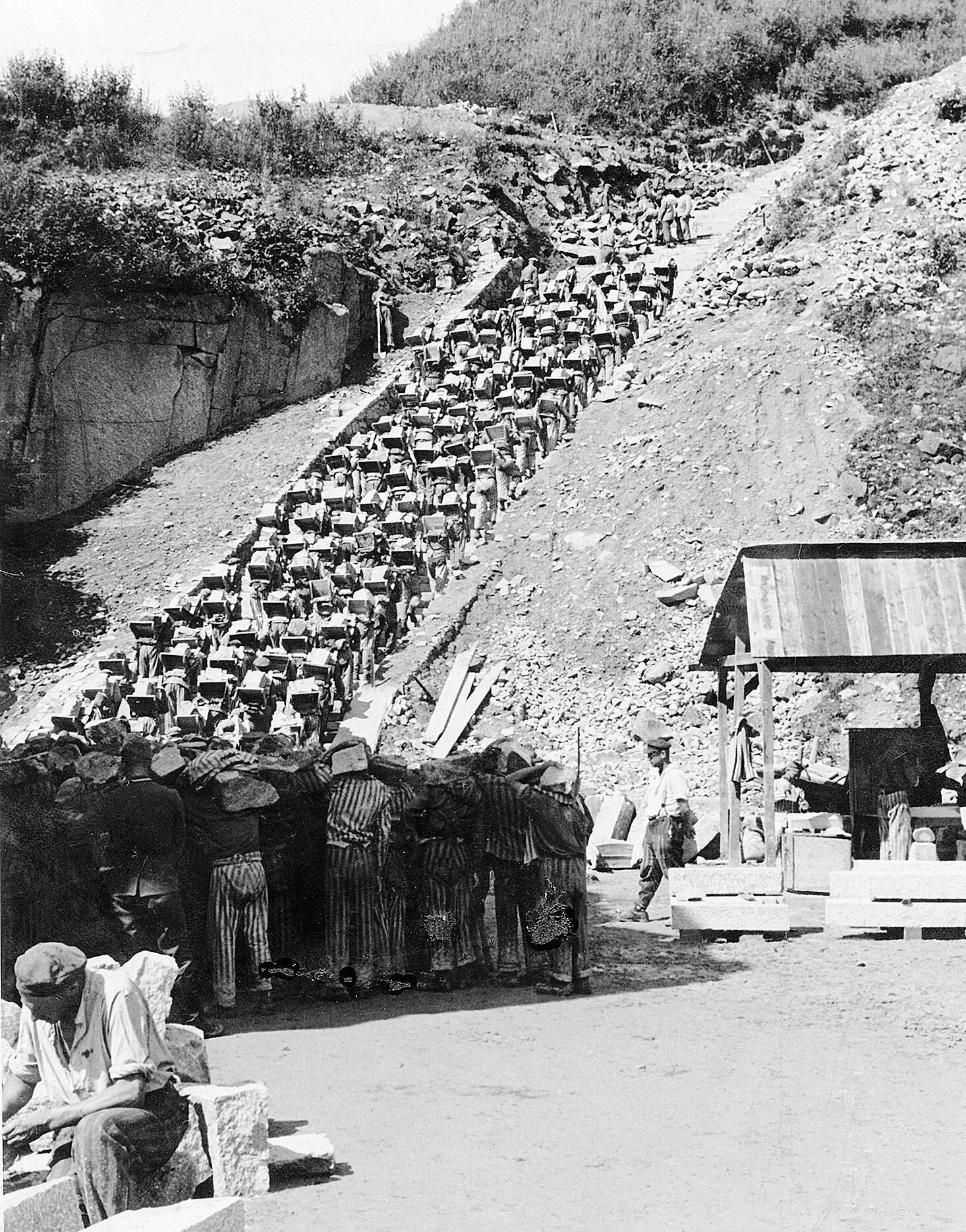
Campo di concentramento di Mauthausen, prigionieri sulla scala della morte nella cava.

Lo sterminio tramite il lavoro (in tedesco: Vernichtung durch Arbeit) fu la pratica usata nei campi di concentramento della Germania nazista per uccidere i prigionieri sfruttando il lavoro forzato. Nell'ambito dell'Olocausto il lavoro forzato aveva un duplice scopo: fornire forza lavoro utile ai nazisti e uccidere i prigionieri che altrimenti avrebbero dovuto essere uccisi con altri metodi.
Fu il risvolto crudele della frase Arbeit macht frei ("Il lavoro rende liberi"), frase presente sui cancelli di più campi di concentramento. Il lavoro è stato organizzato per essere assolutamente distruttivo. I detenuti dei campi di concentramento lavoravano fino a 12 ore al giorno con pochissimo cibo, vestiti o cure mediche; mediamente la vita media di un prigioniero fu di 4 mesi.
Alcuni storici, in particolare Aleksandr Solženicyn, affermano che anche il sistema sovietico dei gulag fosse una forma di sterminio attraverso il lavoro; altre affermazioni simili sono state fatte sul sistema Laogai nella Cina di Mao Zedong.

## Terminologia
La frase "sterminio tramite il lavoro" non fu usata dalle SS. Tuttavia, fu specificamente impiegato da Joseph Goebbels e Otto Georg Thierack alla fine del 1942 nei negoziati che li vedevano coinvolti insieme a Albert Bormann e Heinrich Himmler, relativi al trasferimento dei prigionieri nei campi di concentramento. La frase fu usata di nuovo durante i processi di Norimberga del dopoguerra.
Negli anni '80 e '90, gli storici iniziarono a discutere dell'uso appropriato dei termini: secondo Falk Pingel la frase non doveva essere applicata a tutti i prigionieri nazisti, mentre Hermann Kaienburg e Miroslav Kárný credevano che "lo sterminio attraverso il lavoro" fosse un obiettivo coerente delle SS, infine secondo Jens-Christian Wagner non tutti i prigionieri nazisti furono presi di mira con l'annientamento.

## Il caso della Germania nazista
I nazisti perseguitarono molte persone a causa della loro razza, appartenenza politica, disabilità, religione o orientamento sessuale. Nei gruppi emarginati dalla maggioranza della popolazione tedesca furono inclusi anche le famiglie con molti figli a carico, i presunti vagabondi e i migranti, nonché i membri dei gruppi di alcolisti e le prostitute. Sebbene queste persone fossero considerate "di sangue tedesco", furono anche classificate come "disadattati sociali" (Asoziale) e come "zavorre viventi" superflue (Ballastexistenzen).
Questi gruppi furono registrati negli elenchi, così come gli omosessuali, dalle autorità civili e di polizia e poi soggetti a una miriade di restrizioni statali e di azioni repressive, tra cui la sterilizzazione forzata e infine la reclusione nei campi di concentramento. Chiunque si opponesse apertamente al regime nazista (come comunisti, socialdemocratici, democratici e obiettori di coscienza) veniva detenuto nei campi di prigionia e molti di loro non sopravvissero al calvario.
Mentre le altre categorie di persone poterono riscattarsi agli occhi dei nazisti, la Germania inizialmente incoraggiò e sostenne l'emigrazione degli ebrei in Palestina e anche altrove tra il 1933 e il 1941, con accordi come l'Accordo dell'Haavara o il Piano Madagascar. Nel 1942, la leadership nazista si riunì per discutere quella che fu definita "la soluzione finale alla questione ebraica" in una conferenza a Wannsee, in Germania. La trascrizione di questo incontro offre agli storici il pensiero della dirigenza nazista con i dettagli della futura distruzione degli ebrei, incluso l'uso dello sterminio attraverso il lavoro come una componente della loro cosiddetta "soluzione finale".
(Conferenza di Wannsee, 1942)
Nei campi nazisti, questa modalità fu usata principalmente attraverso quello che nei successivi processi di Norimberga fu definito "lavoro da schiavi" e "lavoratori schiavi", in contrasto con il lavoro forzato delle forze di lavoro straniere:
- le condizioni di lavoro non prevedevano alcuna forma di retribuzione;
- c'era sorveglianza costante sulla manodopera sfruttata fisicamente (ad esempio, nella costruzione di strade, nei lavori agricoli e in fabbrica, in particolare nell'industria delle armi);
- l'orario di lavoro era eccessivo (spesso da 10 a 12 ore al giorno);
- la nutrizione era minima per il razionamento alimentare;
- la forte mancanza di igiene e la scarsa assistenza medica, insieme al vestiario insufficiente (ad esempio, i vestiti estivi usati anche in inverno), provocò malattie ed epidemie.

Furono usate anche alcune forme di tortura e di abusi fisici. Torstehen ("porta in piedi") per costringere le vittime a stare fuori nude con le braccia alzate. Quando crollavano o svenivano, venivano picchiati fino a quando non riprendevano la posizione. Pfahlhängen ("post attaccamento") implicava legare le mani del detenuto dietro la schiena e poi appenderle per le mani a un alto palo: questa tecnica provocava uno strappo ai muscoli e la slogatura delle braccia all'altezza dell'articolazione delle spalle, sarebbe fatale entro poche ore.

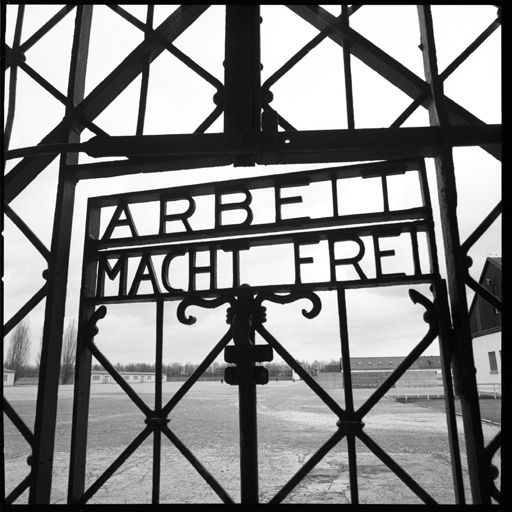
Memoriale del campo di concentramento di Dachau, cancello nell'ex edificio d'ingresso del campo di concentramento di Dachau

### Campi di concentramento
La reclusione nei campi di concentramento mirò non solo a sfruttare, ma anche a distruggere il detenuto. L'ammissione e la registrazione dei nuovi prigionieri, il lavoro forzato, l'alloggio dei prigionieri, gli appelli, e più in generale tutti gli aspetti della vita del campo, furono accompagnati da continue umiliazioni e molestie.
Molti dei campi di concentramento incanalarono il lavoro forzato a beneficio della macchina da guerra tedesca. In questi casi le SS sfruttarono l'orario di lavoro eccessivo come mezzo per massimizzare la produzione. Oswald Pohl, il leader delle SS-Wirtschafts-Verwaltungshauptamt che sovrintendeva all'impiego del lavoro forzato nei campi di concentramento, il 30 aprile 1942 ordinò:
Ad Auschwitz morirono fino a 25.000 dei 35.000 prigionieri incaricati di lavorare per la IG Farben. L'aspettativa di vita media di un lavoratore era inferiore ai quattro mesi. I lavoratori emaciati morirono per sfinimento o malattia, o furono ritenuti incapaci di lavorare e quindi uccisi. Morì circa il 30% dei lavoratori assegnati a scavare i tunnel per nascondere le fabbriche di armi durante gli ultimi mesi di guerra. Nei campi satellite, stabiliti in prossimità di miniere e complessi industriali, si raggiunsero i tassi di mortalità più elevati poiché le condizioni di vita furono spesso più proibitive che nei campi principali.
La frase Arbeit macht frei, "Il lavoro rende liberi", poté essere trovata in vari punti dei campi di concentramento nazisti: il campo di concentramento di Buchenwald era l'unico campo con il motto Jedem das Seine, "A ciascuno ciò che si merita", sul cancello d'ingresso.

## Il caso dell'Unione Sovietica
Il Gulag sovietico è talvolta presentato come un sistema di campi di sterminio, in particolare nella politica post-comunista dell'Europa orientale. Questa visione è stata criticata, considerando che ad eccezione degli anni della guerra, la grandissima maggioranza delle persone che entrarono nei Gulag rimase viva.
Alexander Solzhenitsyn ha introdotto l'espressione campi di sterminio tramite lavoro nel suo saggio Arcipelago Gulag. Secondo la sua visione, il sistema sradicò gli oppositori costringendoli a lavorare come prigionieri su grandi progetti statali (ad esempio il canale Mar Bianco-Mar Baltico, cave, ferrovie remote e progetti di sviluppo urbano) in condizioni disumane.
Lo scrittore politico Roj Medvedev afferma: "Il sistema penale nel Kolyma e nei campi del nord è stato deliberatamente progettato per lo sterminio delle persone". Lo storico sovietico Aleksandr Nikolaevič Jakovlev approfondisce questo argomento, sostenendo che Stalin era "l'architetto del sistema dei gulag per distruggere totalmente la vita umana".
La teorica politica Hannah Arendt ha sostenuto che sebbene il governo sovietico li considerasse tutti campi di "lavoro forzato", in realtà il lavoro in alcuni dei campi era deliberatamente inutile, poiché "il lavoro forzato è la condizione normale di tutti i lavoratori russi, che non hanno nessuna libertà di movimento e può essere applicato arbitrariamente per lavorare in qualsiasi luogo e in qualsiasi momento". Nei suoi studi ha differenziato tra campi di lavoro forzato "autentici", campi di concentramento e "campi di annientamento": nei campi di lavoro autentici, i reclusi hanno lavorato in "relativa libertà e sono condannati per periodi limitati"; nei campi di concentramento i tassi di mortalità erano estremamente elevati e tuttavia erano ancora "essenzialmente organizzati per scopi di lavoro"; i campi di annientamento erano quelli in cui i detenuti venivano "sistematicamente spazzati via dalla fame e dall'incuria". Critica la conclusione di altri commentatori secondo cui lo scopo dei campi era una fornitura di manodopera a basso costo. Secondo lei, i sovietici furono in grado di liquidare il sistema dei campi senza gravi conseguenze economiche, dimostrando che i campi non erano un'importante fonte di lavoro ed erano nel complesso irrilevanti dal punto di vista economico.
Secondo dei documenti interni dei Gulag precedentemente segreti, circa 1,6 milioni di persone potrebbero essere morte nel periodo tra il 1935 e il 1956 nei campi di lavoro e nelle colonie sovietiche (esclusi i campi per i prigionieri di guerra). Circa 900.000 di queste morti cadono tra il 1941 e il 1945, in coincidenza con la seconda guerra mondiale, quando i livelli di approvvigionamento alimentare furono minimi in tutto il paese.
Queste cifre sono coerenti con i documenti archiviati che lo storico russo Oleg Chlevnjuk presenta e analizza nel suo studio The History of the Gulag: From Collectivization to the Great Terror, secondo il quale circa 500.000 persone morirono nei campi e nelle colonie dal 1930 al 1941. Khlevniuk sottolinea che queste cifre non tengono conto dei decessi avvenuti durante il trasporto e sono esclusi anche coloro che morirono poco dopo la loro liberazione a causa del duro trattamento nei campi, che secondo gli archivi e le memorie erano numerosi.
Lo storico J. Otto Pohl afferma che 2.749.163 prigionieri perirono nei campi di lavoro, colonie e insediamenti speciali, sottolineando che si tratta di una cifra ancora incompleta.

## Il caso della Cina maoista
Come il sistema sovietico, il governo cinese di Mao Zedong incluse anch'esso un sistema carcerario di lavoro forzato noto come Laogai o "riforma attraverso il lavoro". Secondo Jean-Louis Margolin durante la campagna per la soppressione dei controrivoluzionari, la durezza del sistema carcerario ufficiale raggiunse dei livelli senza precedenti ed il tasso di mortalità, fino al 1952, era "certamente superiore" del 5% all'anno e fino a raggiungere il 50% in sei mesi nel Guangxi. Nello Shanxi, più di 300 persone al giorno morirono in miniera. La tortura era all'ordine del giorno e la repressione delle rivolte, che furono piuttosto numerose, sfociò in "veri e propri massacri".
In Mao: The Unknown Story, la biografa di Mao Jung Chang e lo storico Jon Halliday stimano che forse 27 milioni di persone morirono nelle prigioni e nei campi di lavoro durante il governo di Mao Zedong: affermano che i detenuti furono soggetti a lavori spietati nelle terre più ostili e che le esecuzioni ed i suicidi, con qualsiasi mezzo, erano all'ordine del giorno.
Ne Il libro nero del comunismo, Jean-Louis Margolin descrive la storia delle repressioni da parte degli stati comunisti, e afferma che forse 20 milioni di persone morirono nel sistema carcerario. Il professor Rudolph Rummel stima il numero di democidi da lavoro forzato a 15.720.000, escludendo "tutti quei contadini collettivizzati, malnutriti e malvestiti che avrebbero lavorato fino alla morte nei campi". Harry Wu calcola il bilancio delle vittime a 15 milioni.

### in italiano
- Wolfgang Benz, L'Olocausto, Torino, Bollati Boringhieri, 1998, ISBN 978-88-3393-555-3.

### in inglese
- (EN) AAVV, The Holocaust and History: The Known, the Unknown, the Disputed, and the Reexamined, a cura di Michael Berenbaum e Abraham J Peck, Indiana University Press, 2002,  pp. 370-407, ISBN 978-0-253-21529-1.
- (EN) Donald Bloxham, Genocide on Trial: War Crimes Trials and the Formation of History and Memory, Oxford, Oxford University Press, 2001,  p. 296, ISBN 978-0-19-820872-3.
- (EN) Oleg V. Khlevniuk, The History of the Gulag: From Collectivization to the Great Terror, New Haven, Yale University Press, 2004, ISBN 0-300-09284-9.
- (EN) Eugen Kogon, Heinz Norden e Nikolaus Wachsmann, The Theory and Practice of Hell: The German Concentration Camps and the System Behind Them, Farrar, Straus and Giroux, 2006,  p. 368, ISBN 978-0-374-52992-5.
- (EN) Anne-Kathleen Tillack-Graf, Work during the Time of Nazi Germany: Work for Nazi Germany, in Polkowska, Dominika (ed.) (a cura di), The Value of Work in Contemporary Society, Inter-Disciplinary Press, 2014,  pp. 169-174, ISBN 978-1-84888-357-4.
- (EN) Nikolaus Wachsmann, Annihilation through labor: The Killing of State Prisoners in the Third Reich (PDF), in Journal of Modern History, vol. 71, n. 3, 1999,  pp. 624-659, DOI:10.1086/235291, JSTOR 2990503.

### in tedesco
- (DE) Stéphane Courtois, Das Schwarzbuch des Kommunismus, Unterdrückung, Verbrechen und Terror, Piper, 1998, ISBN 3-492-04053-5.
- (DE) Jörg Echternkamp, Die deutsche Kriegsgesellschaft: 1939 bis 1945: Halbband 1. Politisierung, Vernichtung, Überleben, Stoccarda, Deutsche Verlags-Anstalt, 2004, ISBN 3-421-06236-6.
- (DE) Hermann Kaienburg, Vernichtung durch Arbeit. Der Fall Neuengamme (Extermination through labour: Case of Neuengamme), Bonn, Dietz Verlag J.H.W. Nachf, 1990,  p. 503, ISBN 978-3-8012-5009-6.
- (DE) Joel Kotek e Pierre Rigoulot, Das Jahrhundert der Lager.Gefangenschaft, Zwangsarbeit, Vernichtung, Propyläen, 2001, ISBN 3-549-07143-4.
- (DE) Rudolf A. Mark, Vernichtung durch Hunger: der Holodomor in der Ukraine und der UdSSR, Berlino, Wissenschaftlicher Verlag Berlin, 2004, ISBN 3-8305-0883-2.
- (DE) Gerd Wysocki, Arbeit für den Krieg (Work for the War), Braunschweig, 1992.

### in altre lingue
- (RU) A. I. Kokurin e N. V. Petrov, GULAG (Glavnoe Upravlenie Lagerej): 1918–1960 (Rossija. XX vek. Dokumenty), Mosca, Materik, 2000, ISBN 5-85646-046-4.